# 31744 Shimshock
31744 Shimshock è un asteroide della fascia principale. Scoperto nel 1999, presenta un'orbita caratterizzata da un semiasse maggiore pari a 2,7552195 UA e da un'eccentricità di 0,0897318, inclinata di 8,60678° rispetto all'eclittica.